# Mokra Wanta (Dolina Wielicka)

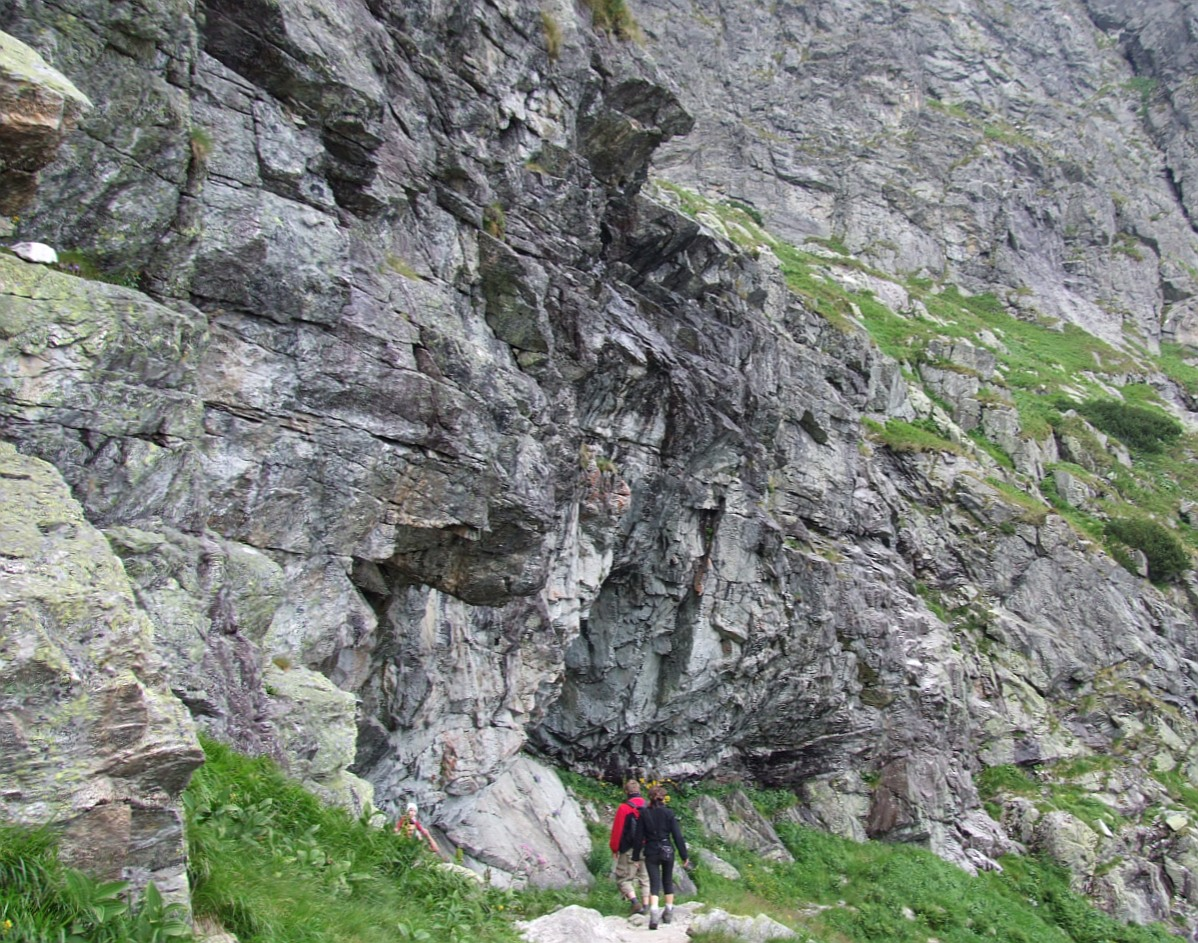
Mokra Wanta

Mokra Wanta lub Granatnica (słow. Večný dážď, niem. Ewiger Regen, węg. Örökös eső) – pas skał obok Wielickiej Siklawy, na pierwszym progu Doliny Wielickiej w słowackich Tatrach Wysokich. Są to przewieszone skały o wysokości kilkunastu metrów, z których stale, niezależnie od pory dnia i pogody kapie woda na znajdującą się pod okapem tych skał ścieżkę szlaku turystycznego. Stąd też pochodzi nazwa Mokra Wanta (w gwarze podhalańskiej wanta oznacza skałę). Druga nazwa wywodzi się od tego, że dawniej w skałach tych wyłupywano granaty.
Dawniej przez Mokrą Wantę przeprowadzano bydło do znajdującego się powyżej skał Wielickiego Ogrodu. Zaniechano tego jednak, gdyż bydło ulegało tutaj wypadkom, później tylko koszono siano i znoszono na dół.
W Tatrach istnieje jeszcze druga Mokra Wanta pod Białczańską Przełęczą.

## Szlaki turystyczne
– zielony szlak z Tatrzańskiej Polanki obok Wielickiego Stawu przez Mokrą Wantę i Wielicki Ogród na przełęcz Polski Grzebień. Czas przejścia 3:45 h, ↓ 2:45 h